# Liga Minguera de Fútbol
La Liga Minguera de Fútbol es la institución que se encarga de la promoción, organización y reglamentación de las competiciones de alto rendimiento del fútbol realizadas en la ciudad de Minga Guazú. Está afiliada a la Federación de Fútbol del Décimo Departamento Alto Paraná y esta a su vez a la UFI.
Tiene a su cargo el desarrollo del Torneo interno de mayores y juveniles de los clubes afiliados a la misma, así como la representación de la entidad, a través de la Selección Minga Guazú de Fútbol.
Esta liga ha venido disputándose desde hace años atrás, pero teniendo carácter de liga experimental y amateur, pero a partir de 2015, el primer campeón del campeonato fue Don Bosco, Presidente: Ever Antonio Riquelme en el año 2016 obtuvo el carácter de oficial y pasó a formar parte como una de las ocho ligas regionales del Alto Paraná. De esta forma, el Torneo de la Liga Minguera de Fútbol 2016 fue la primera edición oficial de este torneo.

## Clubes actuales
| Nombre                            | Sede                      | Fundación              |
| --------------------------------- | ------------------------- | ---------------------- |
| Club 8 de Diciembre               | Ruta PY02 km. 14 Monday   | 2016                   |
| Club 30 Unidos                    | Ruta PY06 km. 30 Monday   | 28 de octubre de 2009  |
| Club Boquerón                     | Ruta PY02 km. 26 Monday   | 1974                   |
| Club Deportivo 22                 | Ruta PY02 km. 22 Monday   | 2015                   |
| Club Social y Deportivo Don Bosco | Ruta PY02 km. 21 Monday   | 20 de julio de 1961    |
| Club Zona Granja                  | Ruta PY02 km. 16 Acaray   |                        |
| Club Guaraní                      | Ruta PY02 km. 14 Acaray   | 12 de octubre de 1964  |
| Club Deportivo Minga Guazú        | Ruta PY02 km. 16 Acaray   | 6 de julio de 1968     |
| Club Oriental                     | Ruta PY02 km. 24 Monday   |                        |
| Club Deportivo Paí Coronel        | Ruta PY02 km. 17 Acaray   |                        |
| Club Atlético San Francisco       | Ruta PY02 km. 21,5 Acaray | 1998                   |
| Club San Roque                    | Ruta PY02 km. 14 Monday   |                        |
| Club Deportivo Santa Mónica       | Ruta PY02 km. 13 Acaray   | 29 de febrero de 2000  |
| Club Deportivo Unión Agrícola     | Ruta PY02 km. 14 Monday   |                        |
| Club San Alfonzo                  | Ruta PY02 Km. 20 Monday   | 7 de diciembre de 2019 |
| Club Humaitá                      | Ruta PY02 km. 24 Acaray   |                        |

## Campeones por año
| Edición | Temporada | Campeón       | Subcampeón   |
| ------- | --------- | ------------- | ------------ |
| 1       | 2016      | Minga Guazú   | 30 Unidos    |
| 2       | 2017      | Guaraní       | Don Bosco    |
| 3       | 2018      | Minga Guazú   | San Roque    |
| 4       | 2019      | San Francisco | Santa Mónica |
| 5       | 2022      | Minga Guazú   | Guaraní      |
| 6       | 2023      | Minga Guazú   | Santa Monica |
| 7       | 2024      | Minga Guazú   | Pa'i Coronel |